# Библиотека Резерфорда
Библиотека Резерфорда - первая отдельно стоящая библиотека Альбертского университета (Канада), открытая 15 мая 1951 года и названная в честь основателя университета и бывшего канцлера Александра Кэмерона Резерфорда.

## Открытие
Библиотека Резерфорда была официально открыта 15 мая 1951 года на церемонии, на которой бывший президент университета Р.К. Уоллес почтил память своего бывшего друга и коллеги. Первоначальный инвентарный список библиотеки включал большую часть личной книжной коллекции Александра Кэмерона Резерфорда, насчитывающей более 8000 томов, причем некоторые избранные книги были подарены Королевскому университету Куинса в Кингстоне.

## История
Архитектурные проекты  для библиотеки Резерфорда разрабатывались  с 1948 по 1951 год и включали функции, которые сделали новую библиотеку одной из лучших в Канаде.  В проект закладывались  прочные строительные материалы, включая дубовую отделку и двери, мраморные полы и лестницы с латунными перилами. Поскольку раньше в кампусе университета не было отдельно стоящей библиотеки для более чем 5000 студентов, за исключением читального зала, появление новой современной библиотеки  было встречено как студентами, так и сотрудниками, было встречено с большим энтузиазмом. И  стало  новой эрой для университета в целом.

### Резерфорд Норт
Новое крыло библиотеки было официально открыто 27 сентября 1974 г. Хейзел МакКуайг (Hazel Elizabeth Rutherford) и обозначена как "Rutherford North". Отличительная кирпичная кладка Резерфорда Норта была спроектирована архитектурной фирмой Минсос, Вайткунас и Джеймисон в соответствии со структурой оригинальной библиотеки Резерфорда. Дизайн Резерфорда Норта инкапсулирует и окружает северную сторону оригинального здания в большом открытом пространстве. Новый мотив кирпича Резерфорда Норта был назван «Осенний лист Резерфорда» и зарегистрирован в строительной индустрии.

## Партнерство и сотрудничество
Библиотеки Университета Альберты (Библиотека Резерфорда) является членом Ассоциации исследовательских библиотек Канадской ассоциации исследовательских библиотек, а также участником Альянса открытого контента (Open Content Alliance).